# Uwe Harting
Uwe Harting (* 1959 in Minden) ist ein ehemaliger deutscher Handballspieler. Der Rückraumspieler spielte für den TSV Grün-Weiß Dankersen und den TBV Lemgo in der Bundesliga und galt als Abwehrspezialist.

## Karriere
Harting wurde mit der A-Jugend des TSV Grün-Weiß Dankersen 1978 Deutscher Meister. Danach stieß er zur Bundesliga-Reserve des Vereins, die in der Oberliga spielte. Im ersten Jahr wurde der Aufstieg in die damals zweitklassige Regionalliga erreicht. 1980 wechselte er zum Klassenkonkurrenten TBV Lemgo und feierte dort im ersten Jahr zwar keinen Aufstieg im eigentlichen Sinne, doch mit dem zweiten Tabellenplatz qualifizierte sich der Verein für die neu geschaffene 2. Bundesliga. Um die Entscheidungsspiele zum Bundesliga-Aufstieg bestreiten zu können, fehlte ein Punkt gegenüber dem OSC Dortmund. Zwei Jahre später folgte dann der Bundesliga-Aufstieg und seine Rückkehr nach Dankersen. Dort musste sich Harting allerdings zunehmend mit einer Reservisten-Rolle zufriedengeben und wechselte 1985 erneut nach Lemgo. Nach einer Saison schloss er sich dem Regionalligisten Union 73 Bad Salzuflen an. Der Zweitliga-Aufstieg wurde in der Relegation aufgrund eines Tores verpasst und im Oktober 1987 folgte die Trennung. Harting wechselte zum Oberligisten Spvg Versmold und konnte auch hier auf Anhieb den Aufstieg feiern. Am Ende der Saison 1991/92 beendete er mit dem Zweitliga-Aufstieg zunächst seine Karriere in der ersten Mannschaft und wurde Spielertrainer der zweiten Mannschaft in der Bezirksliga. In der Folge lief er jedoch auch immer wieder für die erste Mannschaft auf.
Sein Bruder Frank war ebenfalls Handballspieler in der Bundesliga und lief für die deutsche Nationalmannschaft auf. Beide spielten von 1983 bis 1985 gemeinsam für Grün-Weiß Dankersen.

## Erfolge
- Aufstieg in die Bundesliga (1): 1983
- Aufstieg in die 2. Bundesliga (1): 1992
- Qualifikation für die 2. Bundesliga (1): 1981
- Aufstieg in die Regionalliga (2): 1979, 1988
- Deutscher A-Jugend-Meister (1): 1978